# Ha (Kana)
は, in Hiragana, oder ハ in Katakana, sind japanische Zeichen des Kana-Systems, die beide jeweils eine Mora repräsentieren. In der modernen japanischen alphabetischen Sortierung stehen sie an 26. Stelle. Das Hiragana は leitet sich vom Kanji 波 ab. Das Katakana ハ leitet sich vom Kanji 八 ab. Beide haben die Aussprache /⁠ha⁠/. Mit は (seltener mit ハ) wird außerdem die Topikalisierungspartikel /⁠ɰa⁠/ (wa) geschrieben.
| Form                                     | Rōmaji      | Hiragana                        | Katakana |
| ---------------------------------------- | ----------- | ------------------------------- | -------- |
| Normal s- (さ行 sa-gyō)                  | ha          | は ハ                           |          |
| Normal s- (さ行 sa-gyō)                  | haa hā, hah | はあ, はぁ はー ハア, ハァ ハー |          |
| Zusätzliches Dakuten z- (ざ行 za-gyō)    | ba          | ば バ                           |          |
| Zusätzliches Dakuten z- (ざ行 za-gyō)    | baa bā bah  | ばあ, ばぁ ばー バア, バァ バー |          |
| Zusätzliches Handakuten z- (ざ行 za-gyō) | pa          | ぱ パ                           |          |
| Zusätzliches Handakuten z- (ざ行 za-gyō) | paa pā pah  | ぱあ, ぱぁ ぱー パア, パァ パー |          |

## Varianten
Die Kana können mit den Dakuten zu ば in Hiragana bzw. バ in Katakana (beides ba im Hepburn-System) erweitert werden. Außerdem können sie mit dem Handakuten zu ぱ in Hiragana bzw. パ in Katakana (beides pa) erweitert werden.

## Strichfolge

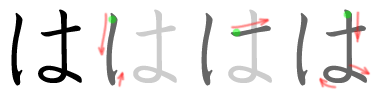
Strichfolge für は

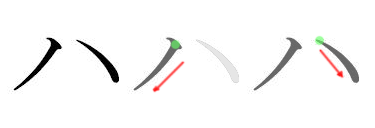
Strichfolge für ハ

## Weitere Darstellungsformen
- In japanischer Brailleschrift:

- Der Wabun-Code ist －・・・.
- In der japanischen Buchstabiertafel wird es als „はがきのハ“ (Hagaki no Ha) buchstabiert.